# DSPlayer
DSPlayer is een mediaspeler voor Windows ontwikkeld door een internationaal team van ontwikkelaars onder leiding van Martin Offenwanger. De naam is afkomstig van DirectShow Player. De ondersteuning voor het afspelen van multimediaformaten is afhankelijk van het aantal geïnstalleerde DirectShow codecs. Het speelt MP3-, OGG- en WAV-audio. De ondersteunde videoformaten zijn AVI, DivX, XviD, WMV en DVD-video. Shoutcast (voor radiostreams) wordt ook ondersteund.